# Trois Argentins à Montmartre
Pour plus de détails, voir Fiche technique et Distribution.
Trois Argentins à Montmartre est un film français réalisé par André Hugon, sorti en 1941. 

## Fiche technique
- Titre original : Trois Argentins à Montmartre
- Réalisation : André Hugon
- Scénario : Diez de las Heras
- Direction artistique : Roger Got et Jaquelux
- Décors : Pierre Weill
- Photographie : Raymond Agnel
- Son : Marcel Lavoignat
- Musique : José Sentis
- Production : André Hugon
- Distribution : Cinéma de France
- Pays d'origine :  France
- Format : Noir et blanc
- Genre : Film dramatique
- Date de sortie : France - 14 janvier 1941

## Distribution
- Georges Rigaud : Gaston
- Paloma de Sandoval : Maria-Rosa
- Pierre Brasseur : Toninett
- Milly Mathis : Mathilde
- Oscar Aleman : Moncho
- Raphaël Médina : Roberto
- Édouard Delmont : Sacrifice
- Simone Barillier